# Мала Хомутер
Мала Хомутер (рос. Малая Хомутерь) — село в Бариському районі Ульяновської області Російської Федерації.
Населення становить 673 особи. Входить до складу муніципального утворення Малохомутерське сільське поселення.

## Історія
Від 2004 року входить до складу муніципального утворення Малохомутерське сільське поселення.

## Населення
| 2010 |
| ---- |
| 673  |